# (4122) Ferrari
(4122) Ferrari ist ein Hauptgürtelasteroid, der am 28. Juli 1986 am Observatorium San Vittore entdeckt wurde.
Der Asteroid wurde nach dem italienischen Automobilrennfahrer Enzo Ferrari (1898–1988) benannt.